# Толкачёв, Михаил Прокофьевич
Михаи́л Проко́фьевич Толкачёв (1729 — 27 мая 1774) — яицкий казак, пугачёвский атаман.
Активный участник восстания казаков 1772 года, после поражения восстания, скрывался от наказания на глухих хуторах прияицкой степи.
К Пугачёву присоединился в ноябре 1773 года, участвовал в осаде Оренбурга.
В декабре 1773 года Пугачёв отправил Толкачёва со своими указами к правителям казахского Младшего жуза Нуралы-хану и Дусалы-султану, но посольство не достигло своих целей, так как хан решил выждать развития событий. Другое поручение — набрать в свой отряд казаков в крепостях и форпостах на нижнем Яике и направиться с ними к Яицкому городку, Толкачёв выполнил успешно. Захватили крепости Кулагину и Калмыкову и направились вверх по Яику, пополняя отряд казаками в попутных крепостях и форпостах и захватывая пушки, боеприпасы и провиант.
30 декабря Толкачёв приблизился к Яицкому городку, в семи верстах от которого разбил и захватил в плен высланную против него казачью команду старшины Н. А. Мостовщикова; вечером того же дня он занял старинный район города — Курени. В январе — первой половине апреля 1774 года Толкачёв вместе с атаманом Н. А. Каргиным руководил осадой находившейся внутри Яицкого городка крепости, оборонявшейся гарнизоном во главе с подполковником Симоновым и капитаном Крыловым.
Толкачёв был среди яицких казаков, уговоривших Пугачёва взять в жёну одну из казацких девушек. Как Пугачёв показывал на допросе впоследствии: "его главные способники Авчинников, Никита Каргин, Семен Коновалов, Денис Пьяной, Михайла Толкачов говорили ему, чтоб он, Емелька, женился казака Петра Михайлова сына Кузнецова на дочере девке Устинье: «она-де девка изрядная и постоянная… Ты-де как женисся, так-де войско Яицкое все к тебе прилежно будет». На состоявшейся 1 (12) февраля 1774 года свадьбе Пугачёва с казачкой Устиньей Кузнецовой жена Толкачёва была свахой.
15 апреля в Яицком городке узнали о поражении отрядов пугачёвских атаманов А. А. Овчинникова, А. П. Перфильева и К. И. Дехтярева в бою у реки Быковки, а также о скором вступлении в город карательной бригады генерала П. Д. Мансурова. Воспользовавшись паникой, группа казаков, стремившихся выслужиться перед карателями, схватила Толкачёва, Каргина, других видных пугачёвцев и выдала их Симонову. В начале мая Толкачёв и иные арестованные были отконвоированы в Оренбург. По приговору Оренбургской секретной следственной комиссии был казнён в Оренбурге 27 мая (7 июня) 1774 года.